# مقاطعة ينغيقرغان
مقاطعة ينغيقرغان هي تقسيم إداري في ولاية نمنغان في أوزبكستان. مركزها مدينة ينغيقرغان.